# Montagnes Vertes (Kerguelen)
Ne doit pas être confondu avec Montagnes Vertes.
Pour les articles homonymes, voir Montagne Verte (homonymie).
Les montagnes Vertes sont une montagne à deux sommets des îles Kerguelen dont le plus haut s’élève à 716 m d'altitude.

## Histoire
Edgar Aubert de la Rüe donne son nom à la montagne lors de son expédition aux Kerguelen en 1952. Il écrit que c'est le « nom qui s'imposait pour ce relief au double sommet, dont les laves anciennes et verdâtres se distinguent du noir des basaltes plus jeunes qui ont édifié les montagnes environnantes ».